# Telipogon dodsonii
Telipogon dodsonii är en orkidéart som beskrevs av Lothar Alfred Braas. Telipogon dodsonii ingår i släktet Telipogon och familjen orkidéer. Inga underarter finns listade i Catalogue of Life.